# المصحف الشريف (طبعة ديوان الأوقاف)
المصحف الشريف طبعة ديوان الأوقاف، نسخة نادرة من المصحف الشريف امتازت بجمال الخط وروعة الزخرفة بخط حسن رضا الإمام التي اكتملت عام 1308 هـ وقد قررت رئاسة ديوان الأوقاف في العراق طبع النسخة المهداة إلى خزانة السلطنة الحميدية في إسطنبول بخط حسن رضا الإمام المتوفي سنة (1336 هـ). وقد كان الطبع عام 1392 هـ.

## صور

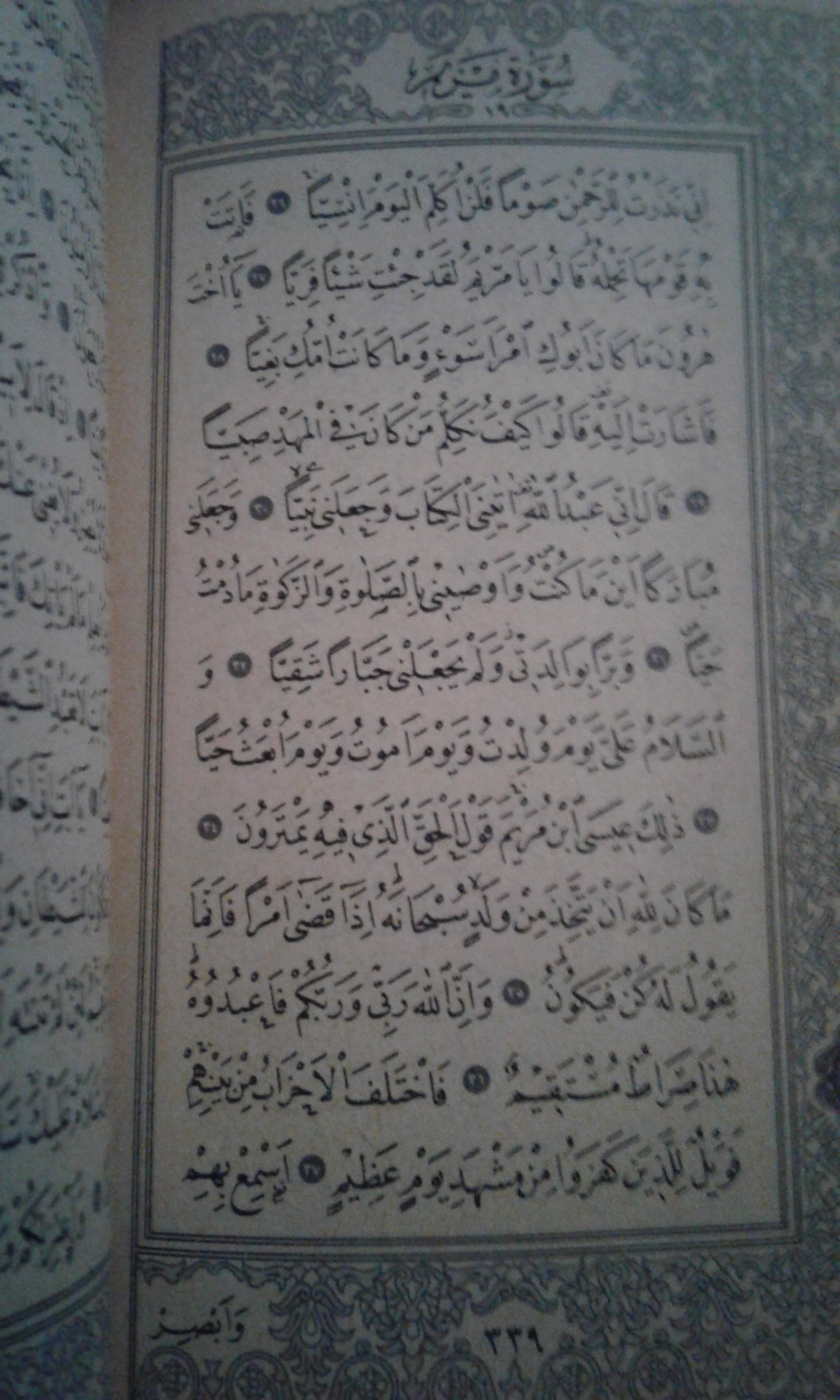